# Josep Sendra i Teixidor
Josep Sendra i Teixidor (Palafrugell, 1949) és un trompetista català. Durant 21 anys ha estat membre de la Cobla Baix Empordà (1987-2008), però al llarg de la seva trajectòria professional també ha format part d'altres formacions com: Principal de Palafrugell (1973-1977), Principal de Llagostera (1977-1982), Orquestra Miramar (1982-1985), Orquestra Girona (1985-1987). El 2015 va donar el seu fons a l'Arxiu Municipal de Palafrugell. En el fons destaquen les partitures i arranjaments; la majoria de les partitures són de sardanes.